# Villa Rauhenstein
La villa Rauhenstein est une villa de Baden en Autriche, au pied de la ruine du château de Rauhenstein.

## Histoire
La demeure est bâtie en 1894 dans le style de l'historicisme par le maître d'œuvre Josef Schmidt pour Anna Löwy. La villa deviendra la propriété du compositeur Hugo Wiener puis sera vendue par sa veuve Cissy Kraner et transformée en appartements.

## Source de la traduction
- (de) Cet article est partiellement ou en totalité issu de l’article de Wikipédia en allemand intitulé « Villa Rauhenstein » (voir la liste des auteurs).